# Teplá (Třebenice)
Teplá (deutsch Töplei, Töpley bzw. Tepley) ist ein Ortsteil der Stadt Třebenice im Okres Litoměřice in Tschechien.

## Geographie
Der Ort liegt in 262 m ü. M. zwei Kilometer nordwestlich von Třebenice an der Modla (Model). Im Nordwesten grenzt er an Vlastislav, im Norden liegt die Burg Skalka (Skalken) und östlich der 481 m hohe Košťál mit der Ruine der Burg Košťálov. Markant ist auch der 470 m hohe Vršetín im Westen, dessen Gipfel durch den Gesteinsabbau größtenteils zerstört wurde. Nördlich schließt sich am linken Modlaufer der Weiler Dřinek (Trschinka) an, der schon immer zu Teplá gehörte.

## Geschichte

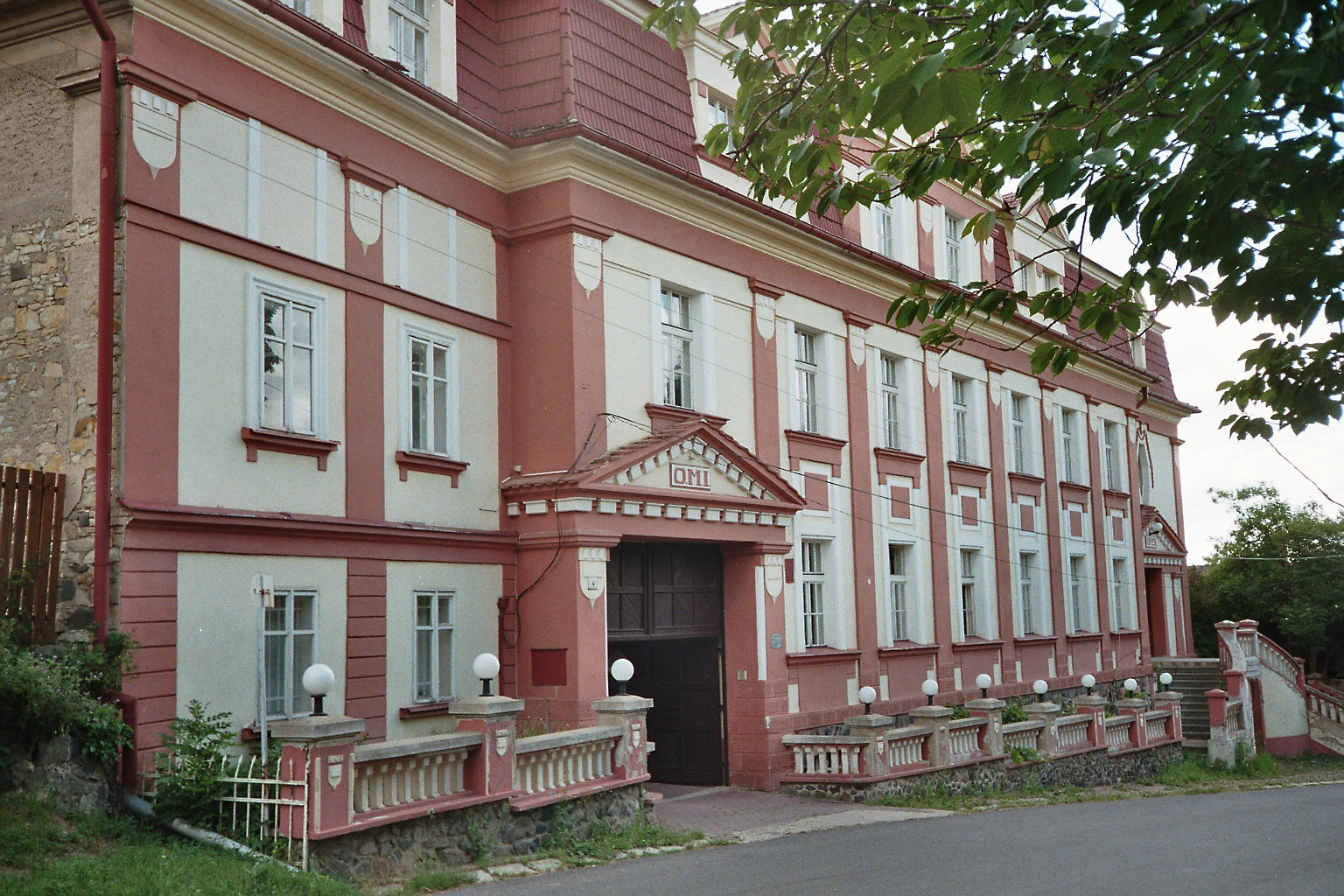
Ehemaliges Oblatenkloster

Teplá wurde 1543 erstmals urkundlich erwähnt. Nach der Entdeckung einer eisenhaltigen Quelle, der heilkräftige Wirkung zugeschrieben wurde, im Jahre 1710, entstand neben der Quelle eine Holzkapelle, die das Ziel von Sonntagsprozessionen wurde. Das Bildnis der Jungfrau Maria von Klattau in der Kapelle sollte die Rinderpest abwehren. Ein später eröffnetes Heilbad bestand bis 1850.
1768 wurde die Kapelle Mariä Heimsuchung durch einen steinernen Bau ersetzt, der 1854 seine heutige Form mit dem pseudoromanischen Portal erhielt.
Zwischen 1926 und 1927 errichteten die Oblaten das Kloster der Unbefleckten Empfängnis der Jungfrau Maria, das nach dem Zweiten Weltkrieg aufgelöst und als Schule und Kinderheim genutzt wurde. Das Gebäude wurde nach 1990 zum Hotel Zámek Amadeus umgebaut und dient heute als Pension.
Nach der Gebietsreform von 1960 wurde Teplá mit Dřinek nach Třebenice eingemeindet. 1991 hatte der Ort 67 Einwohner. Im Jahre 2001 bestand das Dorf aus 35 Wohnhäusern, in denen 70 Menschen lebten.
2003 wurde in Dřinek ein Glockentürmchen aufgestellt.

## Söhne und Töchter des Ortes
- Erwin Fieger (1928–2013), Fotograf